# Pheia haemapleura
Pheia haemapleura är en fjärilsart som beskrevs av George Francis Hampson 1914. Pheia haemapleura ingår i släktet Pheia och familjen björnspinnare. Inga underarter finns listade i Catalogue of Life.